# Vörösmarty Géza (publicista)
Vörösmarty Géza (Budapest, 1908. augusztus 22. – Pozsony, 1986. május 9.) a pozsonyi Tesla rádiógyár műszaki tisztviselője, ökonómus, publicista.

## Élete
Nagyapja, Vörösmarty Pál, a költő, Vörösmarty Mihály testvére. Édesapja, Vörösmarty László huszárkapitányként szolgált Erdélyben. Kolozsvárott élt tízesztendős koráig.
Családja Budapestre menekült. 1922-ben ismét a kisebbségi létet választották, mivel édesapja – betegsége következtében – felesége Cherebo Vilma (vagy Amália; 1867. augusztus 29. - 1951. november 9. Vilhelmina Mária, Cherebo Lajos és Batternay Mária Irma lánya) birtokára, Nemesdicskére költözött. Pozsonyban fejezte be iskoláit, majd közgazdasági pályán dolgozott. Utolsó munkahelye a pozsonyi Tesla gyár volt. 1970-ben ment nyugdíjba.
Már korábban elkezdte a Vörösmarty családra, különösen pedig Vörösmarty Mihályra vonatkozó dokumentumok gyűjtését, de csak később kezdett el írással is foglalkozni. 1962 után kezdett rendszeres publikálásba. Először a csehszlovákiai magyar nyelvű lapokban, majd Magyarországon is, főként az Élet és Tudományban, a Magyar Nemzetben, a Múzsákban és a Honismeretben.
Kutatásait alaposan végezte. Amikor Vörösmarty Mihály szabadságharc utáni bujdosásának történetét dolgozta fel, végigjárta szinte az egész útvonalat Ceglédtől Szegeden át Mátészalkáig. Legnagyobb lélegzetű műve az Őseim nyomában című kézirat (1972, Pozsony), amelyben a Vörösmarty és a velük rokon családok történetével foglalkozott. Sok fontos adalékkal gazdagította a művelődés-, különösen pedig az irodalomtörténetet.
A pozsony-vereknyei temetőben nyugszik.
Első felesége Havas Honória, majd Emődy Éva (1923-2016). Lánya Vörösmarty Mária.

## Művei
- 1973 Egy érdekes lelet. Irodalmi Szemle 1973/3.
- 1973 A szabadságharc pozsonyi vértanúi. Irodalmi Szemle 1973, 268-269.[7]
- 1974 Kempelen Farkas (1734–1804). Irodalmi Szemle 1974/3.
- 1975 160 éve született Rómer Flóris. Honismeret.
- 1975 Pogánykori emlék a Csallóközben. Irodalmi Szemle 1975/8.
- 1976 Műemlékvédelmünk negyedszázada. A Hét 21/4, 24-25. (február 3.)
- 1976 Fűben-fában orvosság. A Hét 21/16, 23-24 (május 18.)
- 1976 Nyitravölgyi Rákóczi emlék. Honismeret 4/1.
- 1976 Nyitra megyei présházak és pincék. Irodalmi Szemle XIX/2, 158-161.
- 1978 A kahlenbergi varázsló. Honismeret 6.
- 1978 Segner János András emlékére. Honismeret.
- 1979 A bősi-nagymarosi erőmű – a Duna bal partjáról. Honismeret 7.
- 1980 Az utolsó hodosi kovácsmester – Posledný majster-kováč vo Vydranoch. In: Spravodaj múzea – Múzeumi Híradó, Dunajská Streda 4/ 2, 6–8, 15-17.
- 1981 Beszélgetés Stróbl Alajos fiával, a művész születésének 125. évfordulója alkalmából. Honismeret 9/5.
- 1984 Száz esztendeje született Khín Antal, a Csallóköz kutatója. Honismeret 12/4, 16-17.
- 1984 Kétszázötven éve született Kempelen, a varázsló. Honismeret.
- 1984 A két vár foglya. Honismeret 12/3, 36.
- 1985 Wesselényi István: Sanyarú világ. Honismeret 13/2.
- 1985 Emlékezés Luby Margitra. Honismeret 13.
- 1986 Ambrózy-Miggazzi István bibliográfiája. Honismeret.
- 1986 Városi címerek Csehszlovákiában. Madách Naptár.